# Овсянниково (Железногорский район)
Овся́нниково — деревня в Железногорском районе Курской области. Входит в состав Линецкого сельсовета.

## География
Расположена в юго-восточной части района в 30 км к юго-востоку от Железногорска на правом берегу реки Усожи. Высота над уровнем моря — 178 м. Ближайшие населённые пункты — деревня Колесникова и хутор Ольшанец.

## История
Деревня основана в начале XVII века служилыми людьми Овсянниковыми, от фамилии которых и получила название. Впоследствии род местных Овсянниковых разделился: продолжившие службу Овсянниковы стали дворянами, остальные были причислены к сословию однодворцев.
Наиболее раннее упоминание деревни содержится в отказной книге 1632 года: 23 апреля 7140 года (1632 года) Даниле Степанову сыну Гридунову, Михаилу Васильеву сыну Басову и Григорию Игнатьеву сыну Милшину отказано (пожаловано) поместье Парфёна Тенетилова в деревне Овсянниковой Усожского стана Курского уезда.
По данным 1-й ревизии 1719 года в деревне жили однодворцы Милшины (4 двора), Голозубовы, Фенины (по 2 двора), Горбуновы, Денисовы, Лещинины, Овсянниковы, Остаповы (по 1 двору), дворянин Давыд Яковлевич Овсянников, которому принадлежали 14 крепостных мужского пола, а также крепостные прокурора Ивана Тихоновича Камынина, переведённые из Киевской губернии (31 душа мужского пола). Всего в деревне в то время проживало 114 душ мужского пола. С учётом женского пола население Овсянникова составляло более 200 человек.
Деревня была частью прихода храма Николая Чудотворца соседнего села Ольшанец. До 1779 года Овсянниково входило в состав Усожского стана Курского уезда. В 1779—1924 годах в составе Фатежского уезда Курской губернии. 
В XIX веке нынешнее Овсянниково было разделено на две деревни — Роговой Колодезь, который населяли владельческие крестьяне (принадлежали помещикам) и собственно Овсянниково, которое населяли однодворцы. Роговым колодезем изначально назывался овраг с ручьём, который и сейчас разделяет деревню на 2 части. К моменту отмены крепостного права в 1861 году крестьяне Рогового Колодца принадлежали следующим помещикам: штабс-капитану Ефиму Овсянникову (19 душ мужского пола), поручику Александру Овсянникову (23 д.м.п.), коллежскому секретарю Ивану Овсянникову (9 д.м.п.), коллежскому советнику Платону Шетохину (56 д.м.п.). В 1862 году в Овсянниково было 12 дворов, проживали 152 человека (74 мужского пола и 78 женского), а в Роговом Колодце — 22 двора, 251 человек (128 мужского пола и 123 женского). В 1861 году деревня была включена в состав Игинской волости Фатежского уезда, а в начале 1880-х годов передана в Нижнереутскую волость, в составе которой находилась до 1928 года. В начале XX века в Овсянниково из деревни Колесниковой через вольнонаёмных рабочих проник промысел по производству колёс для телег и экипажей.
После установления советской власти деревня вошла в состав Нижнеждановского сельсовета. С 1928 года в составе Фатежского района. В 1937 году в деревне было 85 дворов. Во время Великой Отечественной войны, с октября 1941 года по февраль 1943 года, деревня находилась в зоне немецко-фашистской оккупации. В 1981 году здесь проживало около 210 человек. В декабре 1991 года вместе с Нижнеждановским сельсоветом была передана из Фатежского района в Железногорский район. В 2017 году, с упразднением Нижнеждановского сельсовета, деревня была передана в Линецкий сельсовет.

## Население
| 1862 | 1883 | 1905 | 1979 | 2002 | 2010 |
| ---- | ---- | ---- | ---- | ---- | ---- |
| 152  | ↗378 | ↗432 | ↘215 | ↘70  | ↘34  |